# 2020 SO
2020 SO è un oggetto near-Earth scoperto dal sistema di sorveglianza Pan-STARRS1 presso l'Osservatorio di Haleakala il 17 settembre 2020. Già inizialmente si sospettava che fosse un oggetto artificiale a causa della sua bassa velocità rispetto alla Terra e successivamente per via degli effetti evidenti di pressione della radiazione solare sulla sua orbita. Le osservazioni spettroscopiche dell'Infrared Telescope Facility della NASA nel dicembre 2020 hanno rilevato che lo spettro dell'oggetto è simile a quello dell'acciaio inossidabile, confermandone la natura artificiale.

## Caratteristiche
Si sta avvicinando alla Terra e la sua traiettoria indica che l'eccentricità orbitale geocentrica era inferiore a 1 il 15 ottobre 2020, e fu catturato temporaneamente l'8 novembre quando entrò nella sfera di Hill. È entrato dal punto di Lagrange esterno L2 e uscirà dal punto di Lagrange L1. Durante la sua orbita geocentrica attorno alla Terra, 2020 SO ha effettuato un passaggio ravvicinato al nostro pianeta il 1º dicembre 2020 a una distanza dal perigeo di circa 0,13 distanze lunari (50 000 km). Effettuerà anche un altro passaggio ravvicinato il 2 febbraio 2021, a una distanza dal perigeo di circa 0,58 distanze lunari (220 000 km). Dal momento della scoperta, l'incertezza sul tempo per l'approccio più vicino alla Terra del febbraio 2021 è stata ridotta da ±3 giorni a ±2 minuti. Lascerà la sfera di Hill verso il 7 marzo 2021.
Paul Chodas del Jet Propulsion Laboratory sospetta che 2020 SO sia lo stadio superiore del razzo ausiliario Centaur del veicolo Surveyor 2, lanciato il 20 settembre 1966. L'orbita simile alla Terra e la bassa velocità relativa suggeriscono un possibile oggetto artificiale, e con la spettroscopia si può determinare se è ricoperto di vernice bianca al biossido di titanio, la tipica verniciatura usata nei missili spaziali. Il radar Goldstone effettuerà osservazioni bistatiche trasmettendo dal DSS-14 di 70 metri e ricevendo dal DSS-13 di 34 metri. L'oggetto mostra di avere un periodo di rotazione di 9 secondi.
Al momento del massimo avvicinamento, il 1º dicembre 2020, l'oggetto si è illuminato fino a una di magnitudine apparente di circa 14,1 che richiede un telescopio con una lente dell'obiettivo di circa 150 mm (5,9 in) per essere avvistato. Mostra una variazione della curva di luce di 2,5 magnitudini, tipica di un oggetto dalla forma molto allungata o con variazione dell'albedo sulla sua superficie.
Al momento della sua scoperta, 2020 SO aveva un movimento minimo tipico di un asteroide della fascia principale. Tuttavia, le quattro osservazioni ottenute da Pan-STARRS nel corso di 1,4 ore di osservazione, hanno mostrato un movimento non lineare dovuto alla rotazione dell'osservatore attorno all'asse terrestre, che è la tipica firma di un oggetto vicino.

Animazione della traiettoria di SO 2020 e cattura da parte della Terra dal settembre 2020 a giugno 2021

| Parametro | Epoca            | Orbita genere   | Periodo (p) | Afelio (Q) | Perielio (q) | Semiasse maggiore (un) | Inclinazione (io) | Eccentricità eliocentrica (e) | Eccentricità geocentrica (e) |
| Unità     |                  |                 | (anni)      | AU         | AU           | AU                     | (°)               |                               |                              |
| --------- | ---------------- | --------------- | ----------- | ---------- | ------------ | ---------------------- | ----------------- | ----------------------------- | ---------------------------- |
|           | 31 maggio 2020   | Apollo          | 1,056       | 1,0722     | 1,0020       | 1,0371                 | 0,14061°          | 0,03389                       | 737                          |
|           | 17 dicembre 2020 | Asteroide Atira | 0,980       | 0,9882     | 0,9847       | 0,9865                 | 0,13842°          | 0,00180                       | 0,89934                      |

### Annotazioni
1. 1 2  Il JPL Horizons On-Line Ephemeris System mostra l'eccentricità orbitale geocentrica che scende al di sotto di 1 entro il 15 ottobre 2020. Ma una seconda condizione per la cattura è che l'oggetto si trovi all'interno della sfera di Hill della Terra che ha un raggio di circa 0,01 au (1,5×106 km). Il soddisfacimento di entrambe le condizioni è quando l'oggetto è in una cattura satellitare temporanea intorno alla Terra.
2. ↑  Eccentricità orbitale deve essere inferiore a 1 per essere in orbita attorno al corpo centrale